# Neck (Hollande-Septentrionale)
Pour les articles homonymes, voir Neck (homonymie).
Neck est un village de la province de Hollande-Septentrionale aux Pays-Bas. Elle fait partie de la commune de Wormerland.
La ville a une population de 925 habitants (2010). La population du district statistique (village et campagne environnante) de De Rijp est de 1 030 habitants environ (2005).